# Чрет Посавски
Чрет Посавски је насељено место у општини Орле, у Туропољу, Хрватска. До нове територијалне организације у Хрватској место је припадало бившој великој општини Велика Горица.

## Становништво
| Националност       | 1991.       |
| Хрвати             | 70 (89,74%) |
| Срби               | 4 (5,12%)   |
| Југословени        | 4 (5,12%)   |
| остали и непознато | 0           |
| Укупно             | 78          |